# Langar
För andra betydelser, se Langar (olika betydelser).

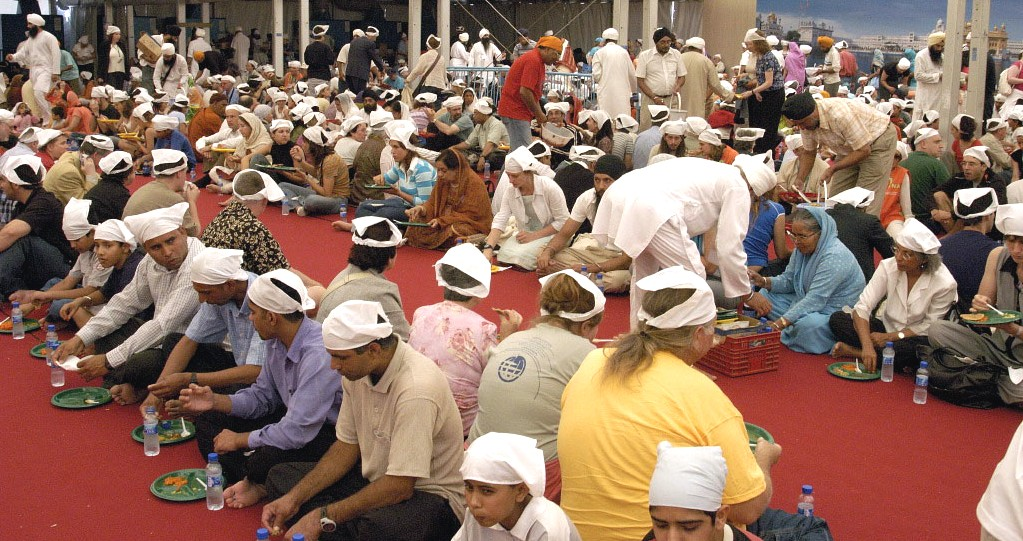
Langar i en gurdwara på Forum 2004 i Spanien.

Langar (punjabi ਲੰਗਰ, hindi लंगर), är termen som används i sikhismen  för gratis mat som serveras i en gurdwara. Vid en sådan langar serveras endast vegetarisk mat för att försäkrar att alla, oavsett skilda kostförbud, kan äta som jämbördiga. Langar är öppet likväl för sikher och icke-sikher.
Ett undantag till vegetariska langar är när (i Indien) Nihangs serverar kött  vid Holla Mohalla, som benämns Mahaprasad.
Det finns även variationer på langar, till exempel vid Hazur Sahib,

## Historia

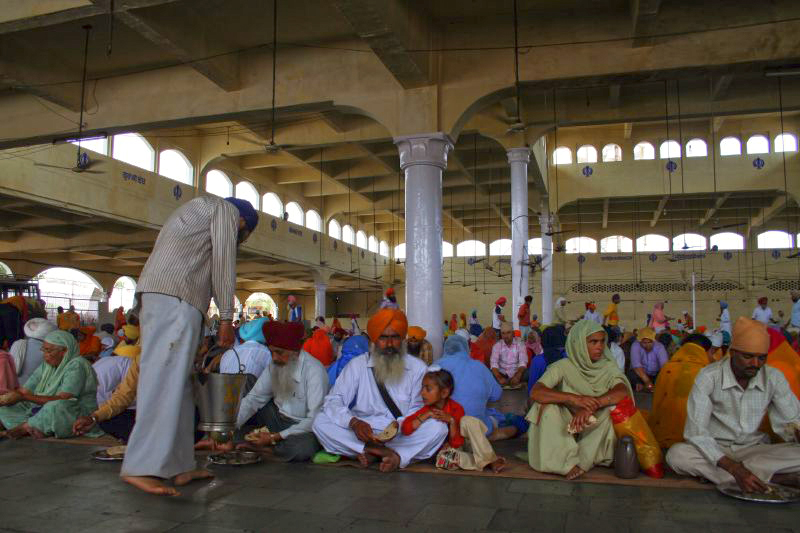
Langar i Keshgarh Sahib.

Langar som institution bland sikher (gratis kök), infördes av den första Sikh Guru Guru Nanak. Den utformades för att bibehålla grundsatsen att alla människor är jämlika oavsett religion, kast, hudfärg, religion, ålder, kön eller social ställning, som var ett revolutionärt begrepp i dåvarande 1700-talets indiska kastsamhälle. Förutom principerna av jämlikhet, uttrycker langartraditionen etiska principer om att dela med andra, "community" (gemenskap), att var och en innefattas i gemenskapen och även hela mänsklighetens enighet, "..the Light of God is in all hearts." (Guds ljus är i alla hjärtan).